# Howard Y. Chang
Howard Yuan-Hao Chang (* 11. Januar 1972) ist ein taiwanisch-US-amerikanischer Dermatologe und Molekularbiologe an der Stanford University.
Chang übersiedelte im Alter von 12 Jahren von Taiwan in die USA. Er erwarb 1994 am Harvard College einen Bachelor in Biochemie, 1998 am Massachusetts Institute of Technology einen Ph.D. in Biologie und 2000 einen M.D. an der Harvard Medical School. An der Stanford University absolvierte er seine Facharztausbildung in Dermatologie (2004) und ist heute (Stand 2024) in Stanford Professor für Krebsforschung und für Genetik. Seit 2018 forscht er zusätzlich für das Howard Hughes Medical Institute.
Chang ist vor allem für seine Arbeiten zu langen nichtcodierenden Ribonukleinsäuren bekannt. Außerdem entwickelte er genomische Techniken wie ATAC-seq und ChIP-Seq, die wichtige Instrumente zur Erforschung der Epigenetik darstellen.
Chang hat laut Datenbank Scopus einen h-Index von 136 (Stand Mai 2024).

## Auszeichnungen (Auswahl)
- 2015 Paul Marks Prize for Cancer Research
- 2016 Mitglied der Academia Sinica[4]
- 2017 Mitglied der National Academy of Medicine[5]
- 2018 NAS Award in Molecular Biology[6]
- 2020 Mitglied der National Academy of Sciences[7]
- 2020 Mitglied der American Academy of Arts and Sciences[8]
- 2024 Internationaler König-Faisal-Preis
- 2024 Stanley J. Korsmeyer Award[9]
- 2024 Lurie Prize in Biomedical Sciences
- 2024 Albany Medical Center Prize[10]